# Myitnge
La Myitnge, Nam Tu ou Dokhtawaddy, est un important affluent de l'Irrawaddy en Birmanie. Nam Tu est son nom en shan, Myitnge en birman et Dokhtawaddy en Pâli : ces deux noms signifient "petite rivière", par opposition à l'Irrawaddy, ou "grande rivière".
Elle prend sa source dans le nord de l'État Shan et coule en direction du sud-ouest. Elle se jette dans l'Irrawaddy juste au sud d'Ava, en face de Sagaing. Ava, ancienne capitale du royaume du même nom, fut fondée en 1364 en creusant un canal entre la Myintge et l'Irrawaddy.

## Villes traversées
Du nord au sud :
1. Hsenwi
2. Namtu
3. Hsipaw

## Ponts
Au cours de la campagne de Birmanie, le pont sur la Myitnge, emprunté par la voie de chemin de fer Rangoon-Mandalay, fut un objectif important. Les bombardiers B-25 et B-24 de l'US Air Force lancèrent plusieurs raids contre lui à partir du nouvel an 1943. Ils revinrent en décembre attaquer le pont et la gare de triage de Paleik à proximité. Au début 1945, le pont fut encore attaqué par les Thunderbolts de la Royal Air Force.
Aujourd'hui le pont ferroviaire est doublé par un pont routier de 210 m, ouvert en 1999. Il comporte une bande routière de 8 de large et un trottoir d'1,80 m de chaque côté.